# سيرديك وسكس
ربما كان سيرديك الملك الأول «من الانجلوسكسونية وسكس» من 519 إلى 534، استشهد «وقائع الانجلوسكسونية» كمؤسس المملكة وسكس والجد من جميع الملوك اللاحقة لها.

## الحياة
ووفقا للوقائع الإنجلو سكسونية، هبط سيرديك في ما يطلق عليه اليوم هامبشاير في 495 مع ابنه سينريك في خمسة سفن. ويقال أنه قد حارب ملك بريطاني يسمى ناتليود في نتنلقا في هامبشاير وقتله بعد ثلاثة عشر عاماً في عام 508 وغزا سيرديسيسليج في 519، تم التعرف على نتنلقا اليوم على انها نيتلي مارش في هامبشير وسيرديسيسليج على انها شارفورد كما ذكر غزو جزيرة وايت جنوب إنجلترا ضمن حملاته التي تم إعطائها لاحقاً لأقاربه ستف وويتقار الذي يتوقع وصولهما مع السكسون الغربيون عام 514.توفي سيدريك عام 534.وخلفه ابنه سينريك.و قد اعتبر التاريخ القديم لوسكس المستسقى من الوثائق الإنجلوسكسونية غير موثوق به مع تقارير مكررة للأحداث والمعلومات التي تبدو متناقضة وقد اقترح ديفيد دومفيل أن تواريخ سيدريك الحقيقية هي 538 إلى 554.بعض العلماء يقولون أن سيدريك هو الزعيم الساكسوني الذي هزمه البريطانيون في معركة جبل بادون التي كان من المحتمل وقوعها بين أعوام 495 إلى موعد لا يتجاوز عام 518.ولا يمكن ان تكون هذي التواريخ صحيحة إذا كان دومفيل على حق والبعض الأخر يقول أن من خاض هذه المعركة كان زعيم سكسوني اخر لذا يبدو أن أصول مملكة وسكس أكثر تعقيداً مما تذكره الوثائق الأنجلوسكسونية اللاحقة. ذهب بعض العلماء إلى ماهو أكثر من ذلك مشيرين إلى أن سيدريك شخصية أسطورية وليس لها وجود ولكن هذا رأي الأقلية تم تجميع المصدر الأقدم الذي ذكر سيدريك في القرن التاسع بعد تأسيس وسكس بعده قرون لذا من المحتمل ان تكون الوثائق غير دقيقة. أصبح الانتساب إلى سيدريك معيار أساسي للحكم من بعده لملوك ويسكس وكان الملك إيكبرت المنظم للقوانين الإنجليزية قد أدعى أنه من سلالة سيدريك.
وقت مبكر من تاريخ وسكس في الوقائع مشوش وضوح ويدخل التقارير المكررة من الأحداث. وقد اقترح ديفيد دومفيل أن تواريخ في سيرديك اقتحموها الحقيقية هي 538-554. بعض العلماء توحي بأن سيرديك زعيم سكسونية هزم من قبل البريطانيين في «معركة من جبل بدن»، الذي ربما كان خاض في وقت ما بين 490 و 518. لا يمكن أن يكون هذا هو الحال إذا دومفيل الصحيح والآخرين بتعيين هذه المعركة إلى Ælle أو آخر زعيم سكسونية.
بينما كان سيرديك في منطقة العمليات، وفقا للوقائع، في المنطقة الواقعة شمال ساوثهامبتون، وهناك أيضا الأدلة الأثرية أقوى من أوائل الانجلوسكسونية النشاط في المنطقة المحيطة دورشيتتر على نهر التيمز. هذا هو موقع لاحق لأسقفية ساكسون الغرب الأولى، في النصف الأول من القرن السابع الميلادي، حيث يبدو من المرجح أن جذور مملكة وسكس أكثر تعقيداً من النسخة المقدمة من تقاليد الباقين على قيد الحياة.
وقد ذهب بعض العلماء عرض حتى الآن فيما يتعلق باقتراح أن سيرديك هو شخصية أسطورية بحتة، وقد لا يوجد الوجود الفعلي، ولكن هذا أقلية. ومع ذلك، تم وضع المصدر أقرب سيرديك، «وقائع الانجلوسكسونية»، معا في أواخر القرن التاسع؛ على الرغم من أنه ربما سجل هذا التقليد قائما لتأسيس وسكس، يعني أربعة مائة سنة المتدخلة أن الحساب لا يمكن أن يفترض أن يكون دقيقا.
المنحدرين من سيرديك أصبح معيار ضروري لملوك وسكس لاحقاً، و «اغبرت وسكس», السلف بيت الملكي الإنجليزية والمساطر اللاحقة من إنجلترا وبريطانيا، وادعي له كما سلف.